# Сен-Лоран-сюр-Сон
Сен-Лора́н-сюр-Сон (фр. Saint-Laurent-sur-Saône) — коммуна во Франции, находится в регионе Рона — Альпы. Департамент коммуны — Эн. Входит в состав кантона Баже-ле-Шатель. Округ коммуны — Бург-ан-Бресс.
Код коммуны — 01370.

## Население
Население коммуны на 2010 год составляло 1749 человек.
| 1962 | 1968 | 1975 | 1982 | 1990 | 1999 | 2010 |
| ---- | ---- | ---- | ---- | ---- | ---- | ---- |
| 2041 | 2041 | 1967 | 1813 | 1710 | 1657 | 1749 |